# Прогресивна партія
Прогресисти, повна назва Прогресивна партія — націонал-ліберальна політична партія Російської імперії; за своїм складом та ідеологією посідала місце між октябристами й кадетами. Спочатку прогресисти виступали як фракція 3-ї Державної думи, у листопаді 1912 фракція оформилася в Прогресивну партію. Прогресисти були прихильниками встановлення конституційної монархії. Під час Першої світової війни з ініціативи прогресистів було створено воєнно-промислові комітети. Після Лютневої революції 1917 деякі лідери прогресистів входили до Тимчасового уряду, сама ж партія в цей період фактично розпалася.